# Stenopogon blaisdelli
Stenopogon blaisdelli är en tvåvingeart som beskrevs av Wilcox 1971. Stenopogon blaisdelli ingår i släktet Stenopogon och familjen rovflugor. Inga underarter finns listade i Catalogue of Life.